# Me gusta bailar contigo
Me Gusta Bailar Contigo es el decimotercer álbum de estudio del cantautor mexicano Juan Gabriel, lanzado al mercado por Ariola Records el 3 de junio de 1979. El álbum es la banda sonora de la película Del Otro Lado del Puente de 1980. Por tal motivo, el álbum fue relanzado en 1996 con el nombre Del otro lado del puente. El disco nuevamente es dirigido por Eduardo Magallanes, con arreglos de J. Arthey y Z. Laurence.
«Me Gusta Bailar contigo» se colocó como el primer sencillo, un vals americano, con una interpretación dulce y sutil, y «Nadie baila como tú», un tema acompañado de percusiones latinas que le dieron energía al tema. «Buenos días señor sol» a la postre resultó ser el tema clásico del álbum, que dejó muchas reproducciones radiales y éxitos de ventas en tiendas. Por primera vez Juan Gabriel canta en inglés en el tema «Everybody dance in Acapulco». Se incluye por primera vez en su discografía un tema instrumental, «Queriéndote alcanzar»; y se graba la canción «Nadie es como tú», que anteriormente se lanzó en 1978 de España en ranchero.

## Lista de canciones
| N.º | Título                                | Duración |  |
| 1.  | «Cuando Volverás A México»            | 3:30     |  |
| 2.  | «Nadie Baila Como Tú»                 | 4:25     |  |
| 3.  | «Nada, Nada, Nada»                    | 3:14     |  |
| 4.  | «Queriéndote Alcanzar (Instrumental)» | 3:19     |  |
| 5.  | «Buenos Días Señor Sol»               | 2:39     |  |
| 6.  | «Me Gusta Bailar Contigo»             | 5:11     |  |
| 7.  | «Everybody Dance In Acapulco»         | 3:58     |  |
| 8.  | «Nadie Es Como Tú»                    | 2:24     |  |
| 9.  | «Marisol»                             | 2:31     |  |
| 10. | «Para Siempre Adiós»                  | 3:14     |  |
| 11. | «Eres Libre (Bonus Track)»            | 3:41     |  |